# الصيارف

تعديل مصدري - تعديل

الصيارف إحدى حارات مدينة القاعدة بمحافظة إب، بلغ تعداد سكانها 2747 نسمة حسب تعداد اليمن لعام 2004.